# Yonatan Cnaan

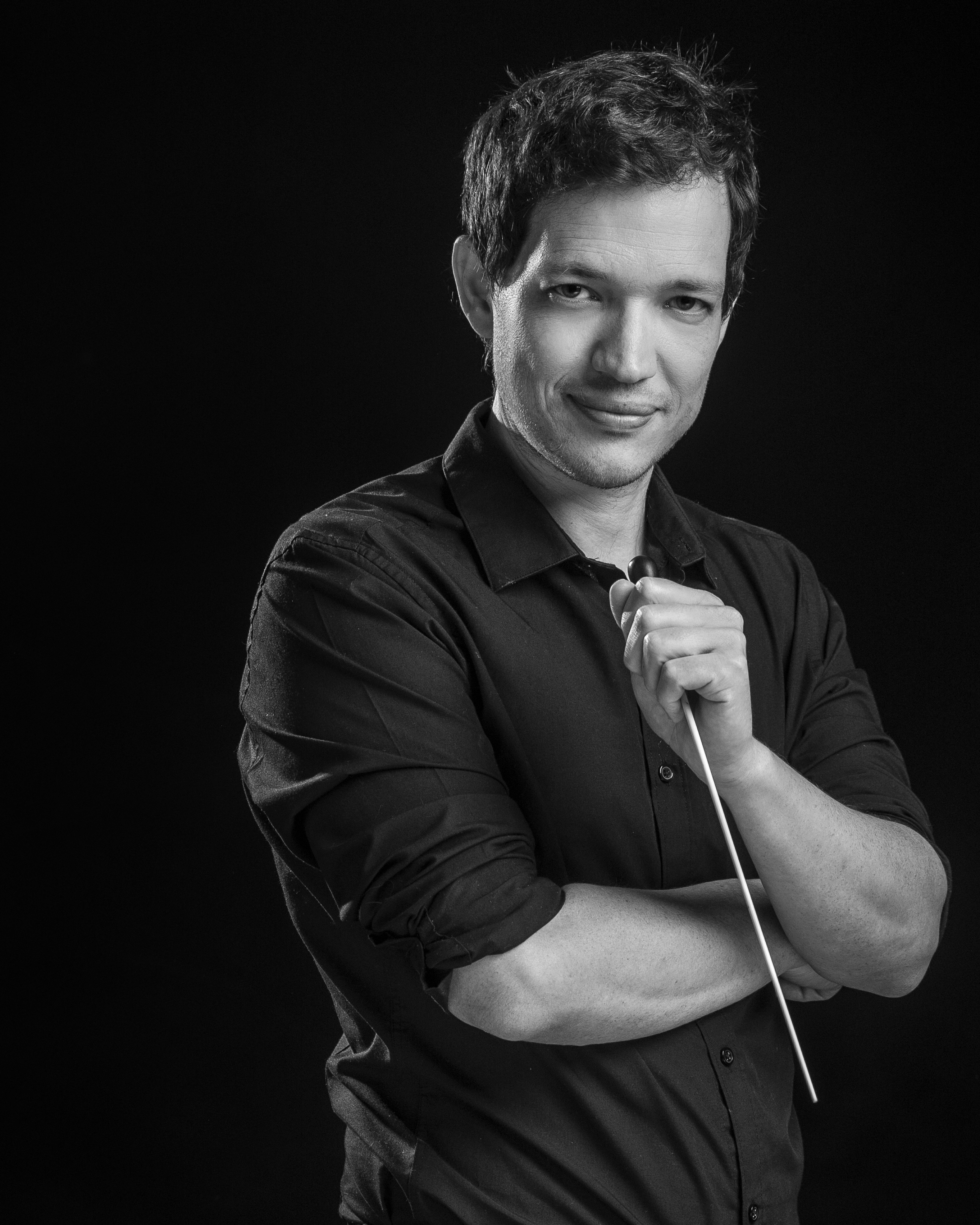
Yonatan Cnaan, 2015

Yonatan Cnaan (hebräisch יונתן כנען; geboren am 15. März 1977 in Israel) ist ein israelischer Komponist, der überwiegend für das Musiktheater arbeitet.

## Leben
Sein Großvater, Erwin Rabau, war ein bekannter Mediziner.
Yonatan Cnaan begann seine musikalische Laufbahn als Rocksänger und Songwriter. Er studierte an der Buchman Mehta School of Music an der Universität Tel Aviv und am College Conservatory of Music der University of Cincinnati. Er komponiert, arrangiert und dirigiert. Er produzierte auch ein Album der Sängerin Ronit Shachar, Kol Haolam. Schwerpunkt seiner Tätigkeit ist das Musiktheater. Aufmerksam auf sich machte er erstmals 2014 mit dem ironischen Musical The Race to Space of Greta Gagarin, welches in den 1960er Jahren in der damaligen Sowjetunion spielte. 2017 hatte ein Auftragswerk des Festivals von Bat Jam Premiere, welches einer schillernden Figur des 17. Jahrhunderts gewidmet war, Schabbtai Zvi, einem Religionsgelehrten, Propheten und „Messias“. Titel des Musicals war The Star of Izmir, angekündigt wurde das Werk mit dem Spruch 400 Years in the Making ...
Ein weiteres Auftragswerk gelangte im Mai 2023 an der Israeli Opera zur Uraufführung: Theodor, zwei Szenen aus dem Leben des jungen Theodor Herzl. Das Libretto stammte von Ido Ricklin, der auch Regie führte. Dirigent war Nimrod David Pfeffer. Das Werk wurde von Publikum und Presse begeistert aufgenommen.

## Werke (Auswahl)
Musiktheater

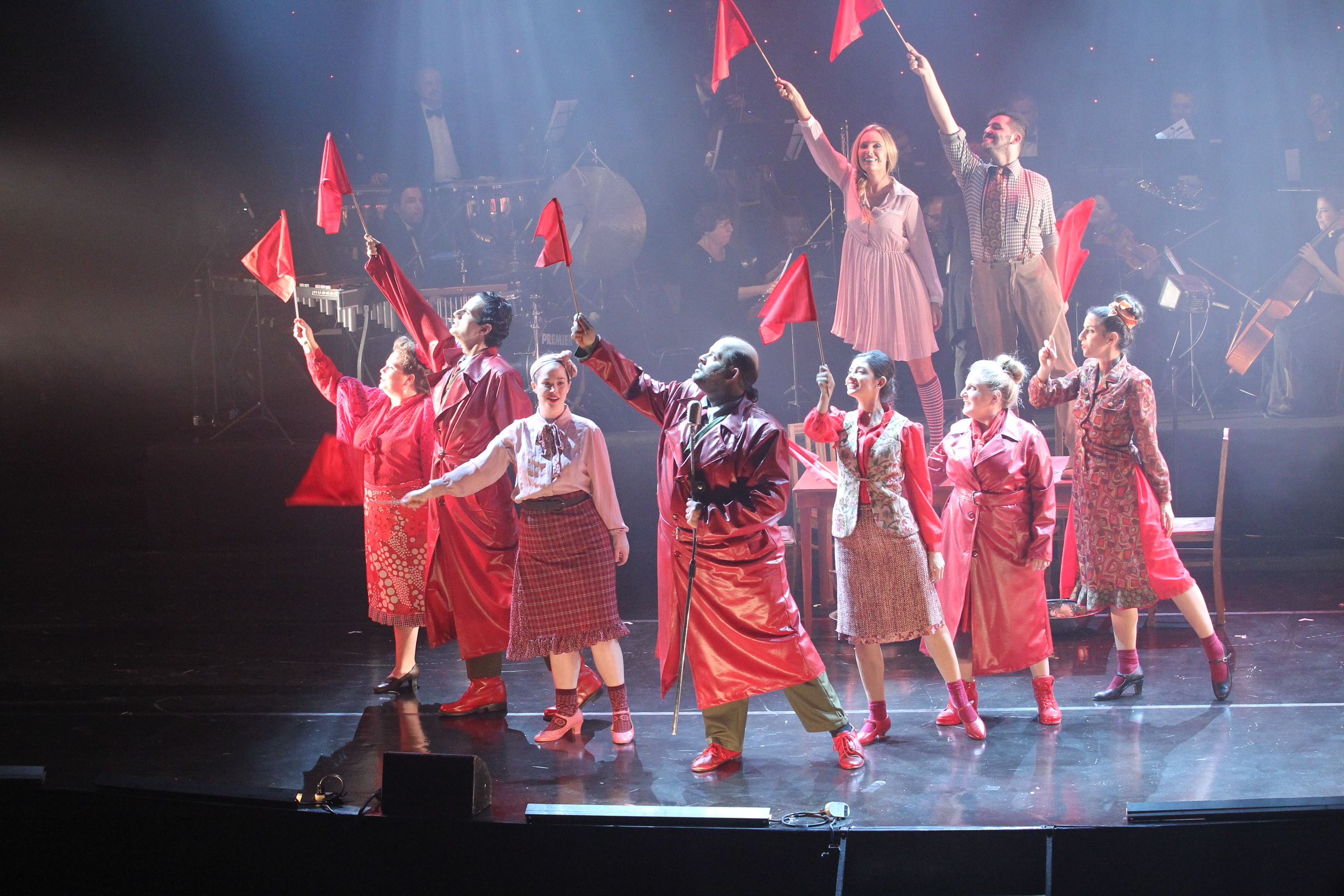
The Race to Space of Greta Gagarin, 2014

- 2014 The Race to Space of Greta Gagarin (Musical, UA Bat Jam Festival)
- 2017 Star of Izmir, The Story of Schabbtai Zvi (Musical, UA Bat Jam Festival)
- 2018 Sacrifices (Musical, UA Broadway)
- 2018 Kapara (Schauspielmusik für das Stück von Dafna Engel und Shai Lahav)
- 2023 Theodor (Oper, UA Israeli Opera)[5]

## Auszeichnungen
- 2013 Stipendium des Lottery Cultural Council für Opernkomposition
- 2013 Acum Award
- 2014 Preis des Bat Jam Festivals
- 2015 Preis des Premierministers für Komponisten